# Мокра Гора (футбольний клуб)
Футбольний клуб Мокра Гора або просто Мокра Гора (серб. Фудбалски клуб Мокра Гора) — професійний сербський футбольний клуб з міста Зубин Поток, у Північному Косові. Хоч клуб перебуває в Косові, він виступає в сербських футбольних змаганнях, в даний час — в Сербській лізі Захід.

## Історія
Клуб заснований 15 березня 1972 року. Названий на честь гори Мокра Гора, клубний колір — жовтий.
У сезоні 2010/11 років Мокра Гора займає друге місце в зоні Морава. У сезоні 2014/15 років вони зайняли перше місце в зоні Морави та Косова. У сезоні 2015/16 років «Мокра Гора» грав матч Кубку проти «Чукаричок», але програв його з рахунком 1:3.

## Досягнення
- Зональна ліга Морава
  -  Чемпіон (1): 2014/15
  -  Срібний призер (1): 2010/11